# MobileMe
MobileMe è stata una collezione di servizi online e software sviluppato dalla Apple Inc. Fu annunciato durante la WWDC 2008 e ha sostituito i servizi .Mac il 9 luglio 2008. Tutti gli utenti di .Mac sono stati migrati automaticamente al nuovo servizio MobileMe.
Il 6 giugno 2011, Apple ha ufficializzato il nuovo servizio gratuito iCloud, che sostituisce MobileMe. Gli account esistenti potevano continuare ad utilizzare i servizi correnti fino al 30 giugno 2012, mentre la nuova offerta di iCloud è stata attivata nell'autunno del 2011..

## Differenze tra .Mac e MobileMe
Mentre .Mac è stato principalmente centrato per i servizi internet per computer desktop e portatili Apple, MobileMe fornirà servizi Internet per macOS, iPhone, iPad, iPod touch e per gli utenti Microsoft Windows. Gli utenti non sono più ristretti ai soli programmi Mac come Mail e iCal e possono accedere ai dati da qualunque computer connesso ad internet che possiedono i servizi MobileMe.
Molte funzioni .Mac sono perse con la migrazione a MobileMe. Il supporto per Mac OS X Panther è stato eliminato come anche i servizi iCards, accesso web ai preferiti e le slide .Mac.

## Caratteristiche

### Archiviazione
Erano disponibili 20 GB di archiviazione online con 200 GB di trasferimento mensile. Il Family Pack includeva questa caratteristica per l'utente principale, con 5 GB di archiviazione e 50 GB di trasferimento per ogni sotto utente (fino a quattro utenti supplementari).

### Mail
Includeva un indirizzo e-mail @me.com (i precedenti utenti .Mac mantenevano il loro indirizzo @mac.com, ma potevano usare entrambi gli indirizzi perché erano collegati). Quando si riceveva un messaggio, esso veniva inviato a tutti i dispositivi dell'utente.

### Rubrica Indirizzi
Quando veniva aggiunto o modificato un contatto, esso veniva automaticamente aggiunto/aggiornato in tutti i dispositivi dell'utente.

### Calendario
Quando un appuntamento veniva aggiunto o modificato, esso veniva automaticamente aggiunto/aggiornato in tutti i dispositivi dell'utente.

### Galleria d'immagini
Le foto potevano essere caricate in un browser web o sincronizzate da iPhoto su un Mac o inviate da un iPhone, un iPad o un iPod touch. Nel caricarle attraverso iPhoto è anche possibile rendere l'album pubblico o privato e autorizzare eventuali ospiti a caricare le proprie foto.

### iDisk
iDisk era accessibile tramite un browser, il Finder su un Mac o come un disco remoto in Microsoft Windows. Con iDisk era possibile condividere file inviando una mail con un link al destinatario. Un'altra caratteristica era quella di poter impostare una scadenza al link e una eventuale password. Ciò significa che l'accesso ai file era interrotto dopo un numero di download o una data prestabilita.
Apple, inoltre, ha provveduto a realizzare un'applicazione per iPhone che permetteva l'accesso attraverso rete Wi-Fi oppure Umts. In mobilità era quindi possibile visualizzare i file precedentemente caricati, attivare il collegamento (che rende il file scaricabile da chiunque senza dover conoscere né il nome utente né la password MobileMe, ma semplicemente il link), attivare la password su ogni file e inviare via mail il link per effettuare il download dei file. Se il collegamento veniva disattivato e poi riattivato, il sistema generava un nuovo link.

### Web 2.0
MobileMe usava AJAX per simulare l'aspetto delle applicazioni desktop nel browser web dell'utente.

### Browser supportati
I browser supportati erano: Safari 3 o successivo (Mac + PC), Firefox 2 o successivo (Mac + PC) o Internet Explorer 7 (PC) o successivo.
Gli utenti Mac potevano continuare ad usare MobileMe per ospitare i loro siti creati con iWeb. Gli utenti che possedevano Mac OS X Leopard o successivo potevano usufruire della funzione Torna al Mio Mac.

## Prezzi
L'acquisto di una licenza singola per un anno di MobileMe costava € 79, invece il Family Pack, che includeva un account individuale e quattro account famiglia con uno specifico indirizzo mail per ognuno di essi, costava € 119 ogni anno. L'account individuale aveva 20 GB, di email combinate e archiviazione file, e 200 GB (100 GB in Europa), di trasferimento dati mensile. Invece, il Family Pack, aveva la stessa archiviazione dell'account individuale, in più per ogni account aggiuntivo del Pack, 5 GB (2,5 GB in Europa), di e-mail combinate e archiviazione file, e 50 GB i trasferimento dati mensile.

## Rilascio
I servizi mail di MobileMe sono entrati in funzione, anticipatamente al rilascio ufficiale, il 6 luglio 2008.
La partenza del servizio è stata caratterizzata da una serie di problemi che hanno impedito l'utilizzo dell'interfaccia web e a volte anche dei software desktop. In particolare, a causa di un problema su uno dei server di posta, alcuni messaggi e-mail hanno subito dei ritardi di consegna di diversi giorni, anche se alla fine sono stati tutti recuperati. Apple si è scusata pubblicamente dell'accaduto estendendo gratuitamente di un mese il periodo di abbonamento. Lo stesso Steve Jobs si è lamentato in un messaggio ai suoi dipendenti della qualità del servizio non all'altezza degli standard Apple.
Jobs era talmente fuori di sé che, un giorno dell'estate del 2008, convocò il team di MobileMe per chiedere spiegazioni sull'insuccesso di quest'ultimo. Alla fine rimosse il capo della squadra di MobileMe e lo rimpiazzò con Eddy Cue, responsabile delle attività internet di Apple. Secondo Steve Jobs è stato un errore lanciare MobileMe in largo anticipo assieme all'iPhone 3G, iPhone OS 2 e all'App Store, ritenendo ancora di dover imparare molto sui servizi di cloud computing.

## Tecnologia
Il servizio segue la filosofia del cloud computing, quindi i dati e le applicazioni sono on-line e possono essere utilizzate senza l'installazione di specifici programmi sul computer. La necessità di realizzare applicazioni complesse e accessibili via internet ha spinto il team di sviluppo a utilizzare il framework SproutCore. Questo framework è inizialmente stato sviluppato da Charles Jolley, un programmatore che in seguito è stato assunto da Apple per sviluppare il servizio che è diventato MobileMe.